# Кавамба
Кава́мба (англ. Kawamba) — традиційна громада у складі дистрикту Касунгу Центрального регіону Малаві.
Населення — 44953 особи (2018).